# 埃利奧特 (密西西比州)
埃利奧特（英語：Elliott）是位於美國密西西比州格拉納達縣的普查規定居民點。

## 歷史
埃利奧特的郵局於1860年設立，其後於1964年停運。

## 人口
根據2020年美國人口普查的數據，埃利奧特的面積為11.72平方千米，皆為陸地。當地共有人口880人，而人口密度為每平方千米75.09人。